# Rabobank (wielerploeg)/2008
Deze pagina geeft een overzicht van de wielerploeg Rabobank in 2008.
| Naam                | Geboortedatum | Nationaliteit | Ploeg 2007/Contract                                |
| ------------------- | ------------- | ------------- | -------------------------------------------------- |
| Mauricio Ardila     | 12-05-1979    | Colombia      |                                                    |
| Jan Boven           | 28-02-1972    | Nederland     | na de Scheldeprijs (16 april) ploegleider geworden |
| Graeme Brown        | 08-04-1979    | Australië     |                                                    |
| Thomas Dekker       | 06-09-1984    | Nederland     | tot 15 augustus                                    |
| Michiel Elijzen     | 31-09-1982    | Nederland     | Cofidis                                            |
| Theo Eltink         | 27-11-1981    | Nederland     |                                                    |
| Jos van Emden       | 18-02-1985    | Nederland     | per 1 september van Rabo Continental Team          |
| Juan Antonio Flecha | 11-04-1980    | Spanje        |                                                    |
| Rick Flens          | 11-04-1983    | Nederland     |                                                    |
| Óscar Freire        | 15-02-1976    | Spanje        |                                                    |
| Robert Gesink       | 31-05-1986    | Nederland     |                                                    |
| Bram de Groot       | 18-12-1974    | Nederland     |                                                    |
| Mathew Hayman       | 29-04-1978    | Australië     |                                                    |
| Pedro Horrillo      | 27-09-1974    | Spanje        |                                                    |
| Dmitri Kozontsjoek  | 05-04-1984    | Rusland       |                                                    |
| Sebastian Langeveld | 05-04-1984    | Nederland     |                                                    |
| Tom Leezer          | 26-12-1985    | Nederland     | Rabo Continental Team                              |
| Gerben Löwik        | 29-06-1977    | Nederland     |                                                    |
| Marc de Maar        | 15-02-1984    | Nederland     |                                                    |
| Paul Martens        | 26-10-1983    | Duitsland     | Skil - Shimano                                     |
| Denis Mensjov       | 25-01-1978    | Rusland       |                                                    |
| Koos Moerenhout     | 05-11-1973    | Nederland     |                                                    |
| Bauke Mollema       | 26-11-1986    | Nederland     | Rabo Continental Team                              |
| Grischa Niermann    | 03-11-1975    | Duitsland     |                                                    |
| Joost Posthuma      | 08-03-1981    | Nederland     |                                                    |
| Kai Reus            | 11-03-1985    | Nederland     |                                                    |
| Bram Tankink        | 03-12-1978    | Nederland     | Quick·Step - Innergetic                            |
| Laurens ten Dam     | 13-11-1980    | Nederland     | Unibet.com                                         |
| William Walker      | 31-10-1985    | Australië     |                                                    |
| Pieter Weening      | 05-04-1981    | Nederland     |                                                    |

Ardila ·
Boven (tot 16/04) ·
Brown ·
ten Dam ·
Dekker (tot 14/08) ·
Elijzen ·
Eltink ·
Flecha ·
Flens ·
Freire · 
Gesink ·
de Groot ·
Hayman · 
Horrillo ·
Kozontsjoek ·
Langeveld ·
Leezer ·
Löwik ·
de Maar ·
Martens ·
Mensjov ·
Moerenhout ·
Mollema ·
Niermann ·
Posthuma ·
Reus ·
Tankink ·
Walker ·
Weening ·
van Emden (stagiair) 
Mannen: 1984 · 1985 · 1986 · 1987 · 1988 · 1989 · 1990 · 1991 · 1992 · 1993 · 1994 · 1995 · 1996 · 1997 · 1998 · 1999 · 2000 · 2001 · 2002 · 2003 · 2004 · 2005 · 2006 · 2007 · 2008 · 2009 · 2010 · 2011 · 2012 · 2013 · 2014 · 2015 · 2016 · 2017 · 2018 · 2019 · 2020 · 2021 · 2022 · 2023 · 2024 · 2025
Lijst van alle renners
Vrouwen: 2021 · 2022 · 2023 · 2024 · 2025
AG2R-La Mondiale · Astana · Bouygues Télécom · Caisse d'Epargne · Cofidis, Le Crédit par Téléphone · Team Columbia · Crédit Agricole · Team CSC · Euskaltel-Euskadi · La Française des Jeux · Team Gerolsteiner · Lampre-Fondital · Liquigas-Bianchi · Team Milram · Silence-Lotto · Quick·Step-Innergetic · Rabobank · Saunier Duval-Scott